# Эспрессо

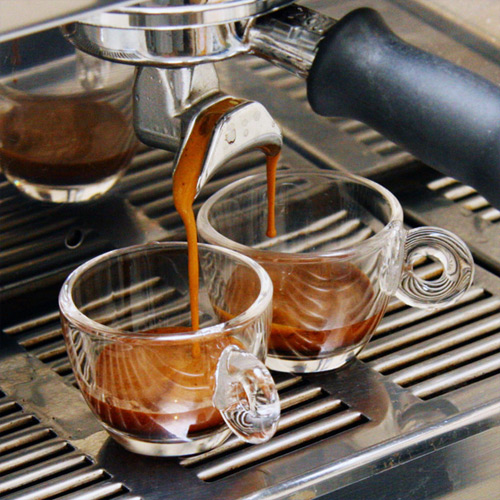
Приготовление эспрессо в рожковой кофемашине

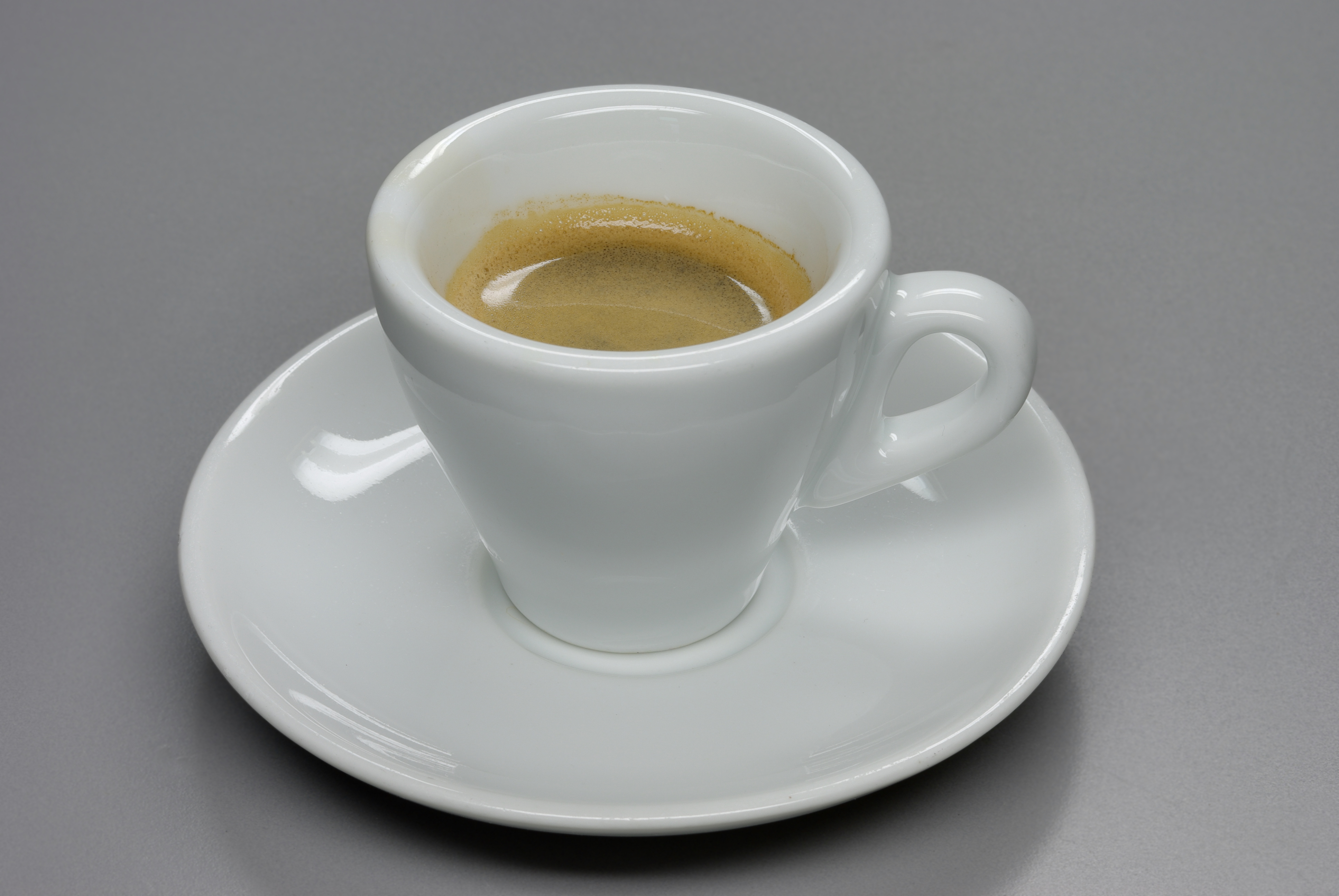
Эспрессо в чашке демитас

Эспре́ссо (итал. espresso — срочный, скорый) — кофейный напиток объёмом 25—30 мл, получаемый при помощи кофемашины, пропускающей горячую воду под давлением через слой спрессованного молотого кофе. Самый популярный вид кофе в Италии.
На основе эспрессо готовится множество других кофейных напитков — американо, капучино и т. д.

## История
Первый патент на эспрессо-машину был выдан в 1884 году итальянскому изобретателю Анджело Мориондо. Миланский инженер Луиджи Беццера 18 ноября 1901 года получил патент на эспрессо-машину, имеющую группу с холдером, расположенным на бойлере, в которую, открывая клапан рычагом, бариста заливал горячую воду. Далее от человека требовалось опустить рычаг, чтобы закрыть клапан подачи воды, открыть клапан подачи пара на кофейную таблетку в холдере, который и пропускал воду через кофе, и сквозь мембраны ситечка в холдере, по носикам напиток попадал в чашку.
В 1903 году итальянский промышленник Дезидерио Павони приобрёл лицензию на производство кофеварок Беццера. В 1947 году миланский бармен-изобретатель Акилле Гаджиа начал выпускать полуавтоматические кофеварки, где нужное давление достигается путём подачи мощного напора воды, создаваемого при помощи специального рычага (левера), — такие кофе-машины до сих пор называются леверными.
В 1961 году компания Faema заменила рычаг электрическим насосом, способным создавать стабильное давление (марка Faema E61). В настоящее время уже значительно распространены профессиональные суперавтоматические кофемашины полного цикла приготовления (от помола кофейного зерна необходимой тонкости и необходимого количества до его трамбовки в таблетке и экстракции при заданных параметрах, в том числе и температуры), в которых все этапы приготовления кофе чётко отслеживаются электронными компонентами самой кофемашины (например, марки Franke Spectra, Schaerer, Jura, Saeco, Gaggia), а настройкой и сервисом таких машин занимаются специально обученные инженеры, однако эти суперавтоматы всё ещё не могут конкурировать по качеству с напитками, сделанными опытным бариста или любителем на классической кофеварке.
Классическим способом считается приготовление эспрессо на рожковых автоматических и полуавтоматических машинах.
По данному способу приготовления кофе проводятся мировые чемпионаты (под эгидой SCAE и SCAA — Speciality Coffee Association of Europe и America соответственно) World Barista Championship.
В конце 1980-х годов также приобрёл популярность капсульный кофе. Технология капсульной кофемашины отчасти повторяет принцип эспрессо-машин: сквозь молотый кофе проходит вода под давлением. Однако отличие в том, что кофе уже расфасован в одноразовые капсулы фабричного изготовления, что значительно ускоряет приготовление. Также в конце 1980-х годов под названием E.S.E. (Easy Serving Espresso) получила распространение технология приготовления чалдового кофе.

## Технология приготовления
На одну порцию эспрессо берётся 7—9 г молотого кофе и засыпается в холдер рожковой кофеварки. Постукиванием рукой об холдер кофе разравнивается и затем прессуется темпером. Через получившуюся кофейную таблетку под давлением 9 бар пропускается разогретая до температуры 88—97 °C вода.
Тонкость помола эспрессо выставляется таким образом, чтобы эспрессо объёмом около 30 мл экстрагировался за 21—30 секунд (через 1,5—2,5 секунды предынфузии) и имел массу 31—40 граммов (масса классического эспрессо). Соотношение подходящего помола, подходящей темперовки (упрессовывания молотого кофе в холдере путём создания силы в 150—200 ньютонов), подходящей температуры воды и её стабильности, а также верного количества молотого кофе — залог хорошего результата. Даже незначительное изменение любого аспекта из перечисленных испортит конечный продукт. Результат определяется визуально по цвету кофейной пенки крема́ (итал. crema) и по изгибающейся в первые секунды струйке кофе (так называемый «мышиный хвостик»).
Эспрессо подаётся в чашке демитас на 60—70 миллилитров или в специальной маленькой чашечке для эспрессо.

## Разновидности

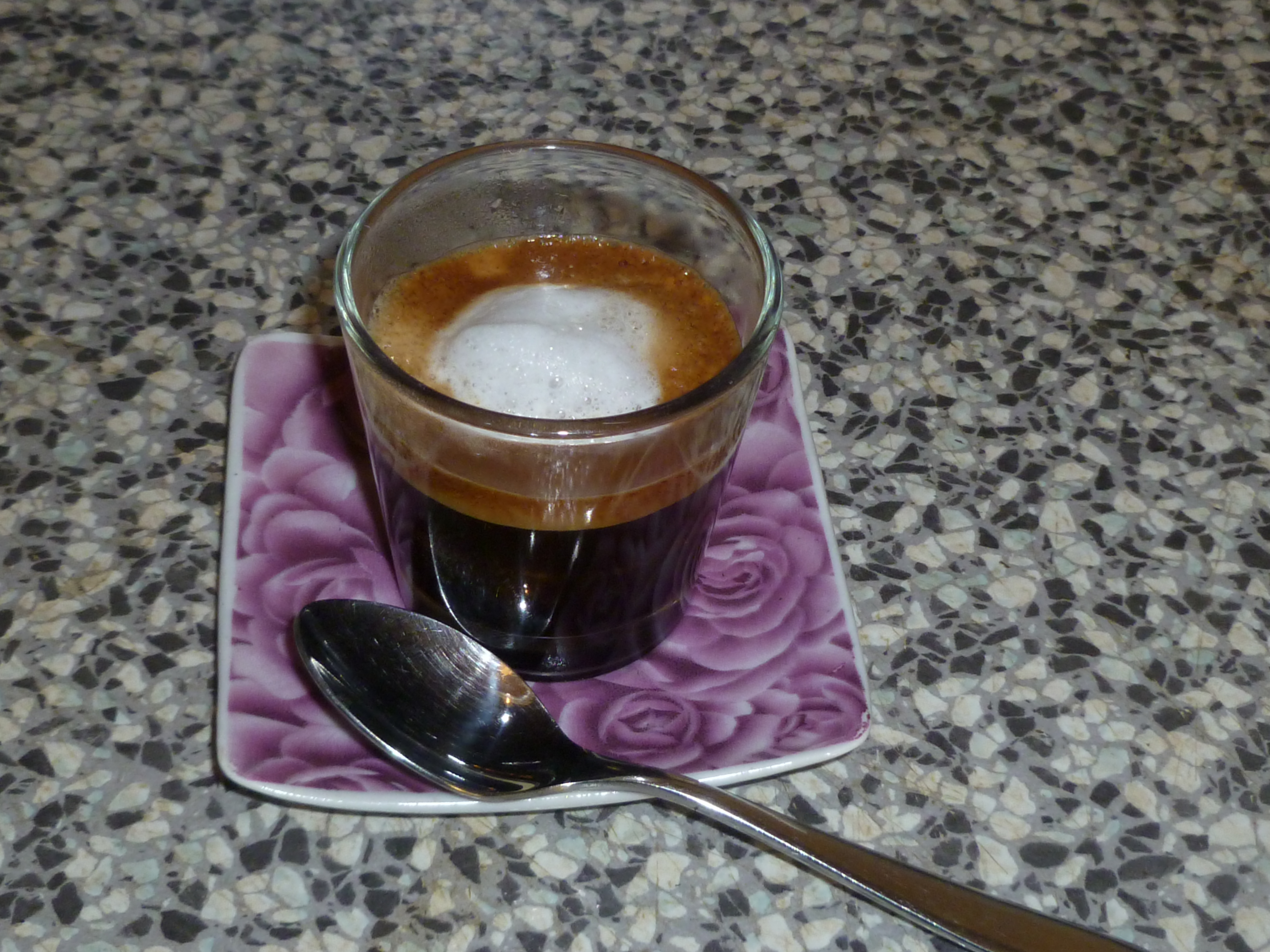
Эспрессо макиато

Помимо классического эспрессо объёмом 25—30 мл существуют его разновидности:
- Ристретто — количество воды уменьшается до 15—20 мл.
- Лунго — количество проливаемой через кофе воды увеличивается до 50—70 мл.
- Доппио — двойной эспрессо объёмом 50—60 мл из 14—18 г кофе.
- Эспрессо макиато (macchiato — пятнистый) — с добавлением ложки вспененного молока сверху.